# Animated Portable Network Graphics
Animated Portable Network Graphics(APNG、アニメーテッドPNG)は、コンピュータ上で動画を扱うためのファイルフォーマットの1つである。旧来のGIFアニメーションおよびMNGフォーマットを代替する目的でPNGフォーマットを拡張して作られた。開発当初は非公式の拡張形式という扱いだったが、MNGとの規格争いに勝利し2025年より正式にPNGフォーマット仕様に取り入れられた。

## 概要
APNGフォーマットでは、最初のフレームが従来のPNGと同様の領域に格納される。そのため、APNGフォーマットに対応しないデコーダを搭載したソフトウェアでも、最初のフレームが静止画として表示される。フレームの速度情報や、2枚目以降のアニメーションフレームは、新たに拡張された領域に格納されるが、これらの領域はAPNG非対応のデコーダでは無視される。また、最初のフレームをアニメーションに利用するか設定できるため、非対応環境での代替表示用画像とすることも可能である。

Animated gif

GIFアニメーションと比べ、フレーム内でフルカラー画像が取り扱えるようになり、さらにアルファチャンネルを使って背景にとけ込むような表現が可能となった。フルカラー対応となった事でフレームごとに個別のパレット（ローカルパレット）を持つという概念が廃止され共通パレット（グローバルパレット）のみとなった。GIFはLZW圧縮を使っているが、APNGはPNGと同じく比較的圧縮効率の良いDeflate圧縮を使用しているため、アニメーションGIFをAPNGに変換すると多くの場合ファイルサイズを削減できる。

## 開発の経緯
1990年代、Web上では画像フォーマットとしてGIFやそのアニメーション形式であるGIFアニメーションが広く使われていたが、特許問題が発生したことを機に代替フォーマットであるPNGが開発され、その後GIFに代わって普及した。しかし当初のPNGは静止画専用でアニメーション形式には対応しておらず、GIFアニメーションの代替フォーマットの問題は先送りとされた。
2001年になり、PNG開発グループによって公認のアニメーション形式であるMNGが開発され、Mozilla CorporationのMozillaブラウザやそれをベースにしたNetscapeなどが対応したものの、MNGフォーマットは仕様があまりに複雑でデコーダモジュールが肥大化。これがMozilla内で問題となり、議論の末にMozillaは2003年にMNG対応を打ち切った。同時期にKonquerorもMNGに対応したものの、同様の理由ですぐに対応継続を断念している。
翌2004年、MNGよりファイルサイズの面で多少劣るものの仕様が簡素で実装が容易なAPNGフォーマットがMozilla Corporationのスチュアート・パーメンターとウラジーミルによって作成された。しかしPNGグループは2007年、APNGを公式仕様に含めない事を決定。GIFアニメーションの代替フォーマットの問題はMNG派とAPNG派による規格争いへと発展した。
ウェブブラウザはMozilla Firefoxが2008年にAPNGに対応したものの、しばらくはそれに続くブラウザが現れず、規格争いの行末は不透明なままだったが、2014年にSafari、2017年にはChromiumとそれをベースにした各種ブラウザがAPNGに相次いで対応し、最後に残ったMicrosoft Edgeも2020年にChromiumプロジェクトへ参加したことで主なウェブブラウザ全てがAPNGに対応したことになり、規格争いはAPNGの勝利で決着した。PNGワーキンググループは2021年にAPNGを正式にPNG仕様の一部として取り入れることを決定した（仕様書の策定完了は2025年）。なお、MNG形式は日本の一部携帯電話などが対応したものの、前述のMozillaの対応打ち切り以降は主なウェブブラウザの採用例がないまま終わった。

## 代替フォーマット
前述の通りGIFアニメーションの事実上の後継規格となったAPNGだが、規格争いが長引いたこと、その間にGIFの特許問題が解消されたことなどが理由で2020年代以降もGIFアニメーションは引き続き広く使われており、APNGに完全に置き換わったわけではない。
また、APNG以外にもWeb上でアニメーション画像として使用できるフォーマットは複数登場しており、用途に応じて使い分けが可能である。APNGより新しく高効率なフォーマットとしてWebPのアニメーション画像が存在するが、2025年現在では透過処理に一部互換性の問題が残る。HTML5によってウェブブラウザで動画ファイルが柔軟に扱えるようになってからはMPEG-4 AVC/H.264をアニメーション画像のように使う手法も広まっており、高い効率を誇るがAPNGと異なり透過機能は使用できない。

## ウェブブラウザの対応状況

自由ソフトウェアのAPNG Assemblerのロゴ，このソフトはAPNGの画像を作成できる。

- Firefoxでは、2008年6月17日リリースのバージョン3.0以降でサポートされている。
- Safariでは、2014年10月16日リリースのバージョン8以降でサポートされている[3]。
- Chromiumは2017年3月15日にAPNGの表示に対応した[4]。ChromiumベースのブラウザであるGoogle Chromeは2017年6月5日リリースのバージョン59、Operaは2017年6月22日リリースのバージョン46でこのアップデートを正式版に取り入れた。
- Microsoft Edgeでは、2020年1月15日リリースのバージョン79におけるChromiumへの切り替えと同時にサポートされた。